# Zwarte Prietpraat
Zwarte Prietpraat was een wekelijks radioprogramma van PowNed op NPO Radio 1. De eerste uitzending van het opinieprogramma was op maandag 25 januari 2016. De laatste op 26 december 2022. Het programma werd gepresenteerd door Prem Radhakishun, die eerder op deze zender Premtime presenteerde. In 2023 ontving het programma De Nachtwacht Award voor beste nachtprogramma van Nederland.

## Inhoud
Radhakishun begon iedere uitzending met een enkele minuten durende tirade tegen de NPO. 
Radhakishun riep luisteraars op om op te bellen om hun mening te geven maar benadrukt daarbij dat hij dat enkel deed ter meerdere glorie van zichzelf en voor de € 1.375,- die hij voor 2 uur radiomaken verdiende. Hij behield zich daarbij het recht voor de inbeller te vernederen, beschimpen of te bespotten. De laatste aflevering van Zwarte Prietpraat was op 26 december 2022.

### Speciale gasten
In aanloop naar gemeenteraadsverkiezingen van 16 maart 2022 waren er elke nacht lokale politici te gast in de studio.
Dit waren:
- Femke Merel van Kooten-Arissen voor Splinter in Woerden;
- Inge Vossen-van Beers voor Volt in Den Bosch;
- Jordy Clemens voor de SP in Heerlen;
- Yvonne van Bruggen en Trudy van Hout voor Actief Zeewolde;
- Maarten Bakker voor de VVD in Nijmegen;
- Saskia Söller voor de Piratenpartij in Utrecht;
- Julian Bushoff voor de PvdA in Groningen;
- Esther Kaper voor de ChristenUnie in Wijdemeren;
- Meryem Çimen voor D66 in Haarlem;
- Hanneke Steen voor het CDA in Hengelo;
- Esmah Lahlah voor GroenLinks in Tilburg;
- Mathijs ten Broeke voor de SP in Zutphen.

## Ontvangst
In de eerste uitzending beklaagden zowel PowNed-directeur Dominique Weesie als Erik de Vlieger, die dit tijdsslot enkele maanden vulde, zich per telefoon over de kwaliteit van het programma. Prem gaf aan dat hij ernaar streefde de luistercijfers terug te brengen naar nul maar het tegendeel gebeurde. In de eerste twee maanden van uitzending haalde het programma een marktaandeel van 42,7%, het hoogste van alle NPO-radioprogramma's. Bij dit getal moet rekening worden gehouden met de lagere luisterdichtheid vanwege het nachtelijke uur maar ook de webstream werd evenveel gebruikt als bij Echte Jannen, bovengemiddeld veel voor de nacht.